# Юсупівське озеро

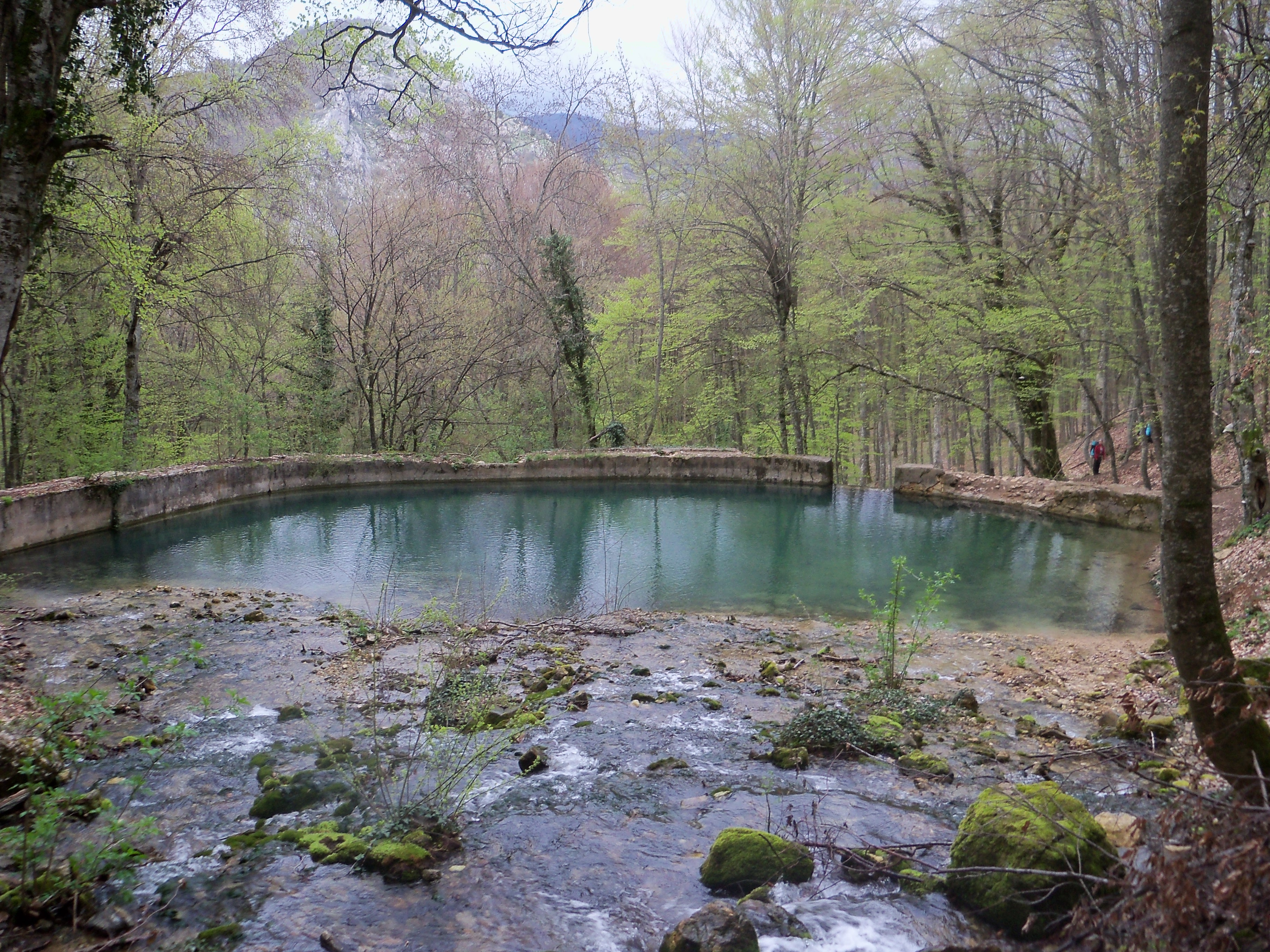
Юсупівське озеро

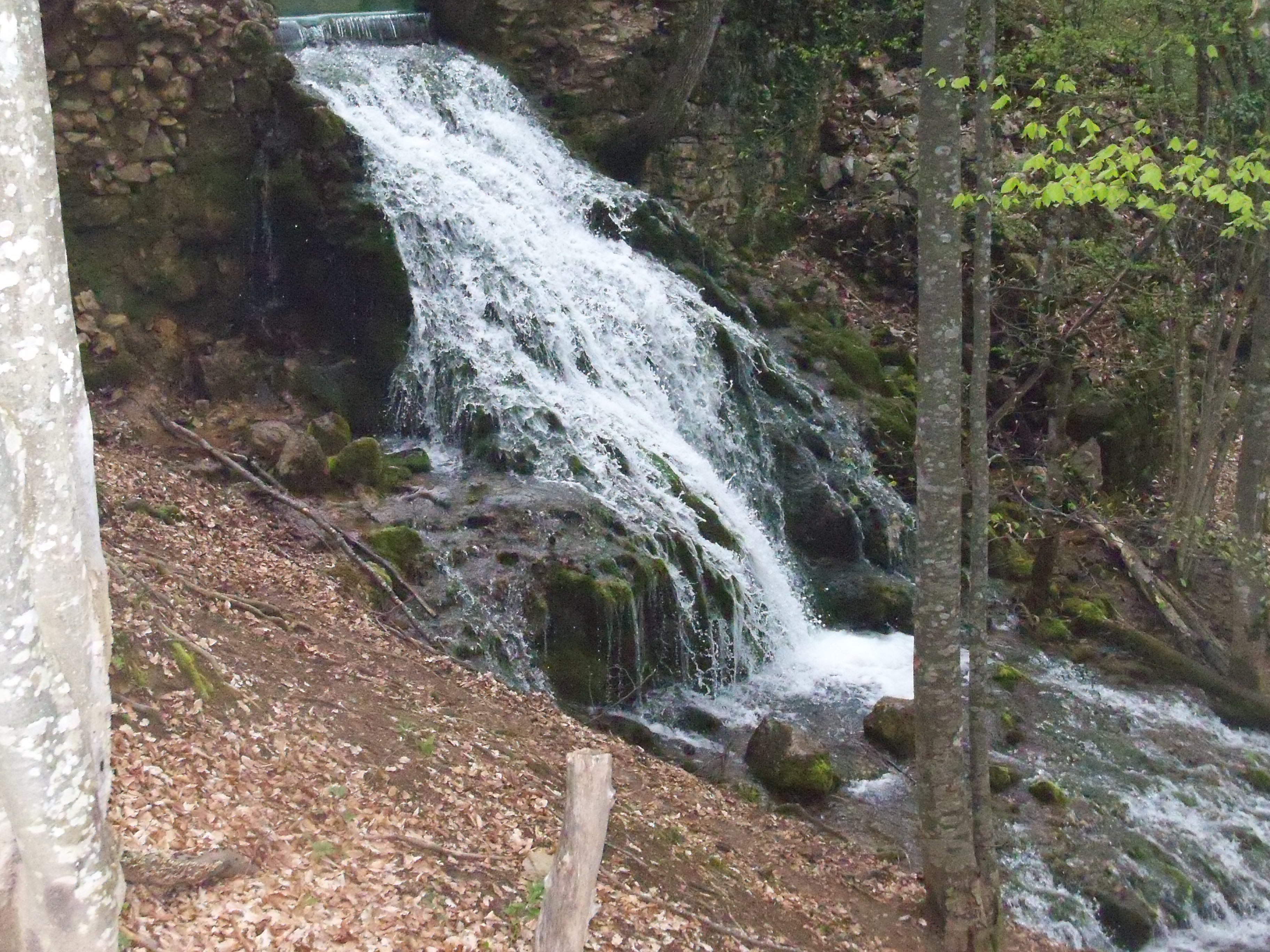
Водостік з Юсупівського озера. Весна.

Юсупівське озеро — штучна водойма на річці Сари-Узень, в районі Великого каньйону Криму. Розташована вище водоспаду «Срібні струмені» (водоспад «Срібний») метрах в 150—200.

## Історія
Озерце влаштоване для розведення форелі князем Юсуповим, власником цих місць у минулому.

## Сучасний стан
Вода в озері зазвичай глибоко-синього кольору. Вода в озеро надходить з карстової печери Сари-Коба (Жовта), що знаходиться прямо на узбіччі дороги. Вхід в печеру доступний лише спелеологам з відповідним спорядженням. Це і є витік Сари-Узень.